# 1998 FR79
1998 FR79 är en asteroid i huvudbältet som upptäcktes den 24 mars 1998 av LINEAR i Socorro County, New Mexico.
Asteroiden har en diameter på ungefär 7 kilometer.